# St. Bartholomäus (Laumersheim)
Die St.-Bartholomäus-Kirche ist eine aus dem 18. Jahrhundert stammende barocke Kirche des Bistums Speyer in der Gemeinde Laumersheim (Rheinland-Pfalz).

## Geschichte
Die Kirche ist nach dem Apostel Bartholomäus benannt, wurde 1719–1721 als Simultankirche nach den Plänen des Baumeisters Michael Bader auf Kosten des Wormser Frauenklosters Maria Münster (auch Nonnenmünster genannt) errichtet und 1722 vom damals zuständigen Wormser Weihbischof Johann Baptist Gegg konsekriert. Von der gotischen, ebenfalls simultan genutzten, Kapelle wurde der Turm mit dem ehemaligen Chor (als Sakristei, heute Andachtsraum) in den Neubau integriert.
Eine Kirche in ‚Laumersheim‘ wurde erstmals 1316 als Filiale von Berghaselbach – auch: Haselbach, Hasselbach oder Haselach – erwähnt. Berghaselbach mit der Mutterkirche St. Cyriakus, das Pfarrhaus und das Glöcknerhaus lagen auf dem Palmberg. In einer Urkunde von 1141 wird dem Wormser Kloster Maria Münster der Besitz der Kirche in ‚Haselach‘ mit den Kapellen der Heiligen Philippus, Jakobus und Walburgis sowie das Zehntrecht ‚in Dorf und Flur‘ von Bischof Buggo von Worms bestätigt. Da Berghaselbach 1719 nicht mehr existierte, wurde das Nonnenkloster dazu verpflichtet, die neue simultane Pfarrkirche in Laumersheim zu finanzieren. Die rechtlichen Unterlagen hatte der Ortsadelige Franz Caspar von Langen aufgestöbert. Er kümmerte sich auch um den Kirchenbau und die Ausstattung – von der er selbst reichlich stiftete. Die Kirche St. Bartholomäus dient als Grablege derer von Langen; ihr ehemaliges Schloss befindet sich schräg gegenüber.
Schon beim Bau der neuen Kirche gab es Spannungen zwischen den beiden Konfessionen, die zu einem Rechtsstreit um die Errichtung einer Mauer zwischen Chor und Schiff führten. 1939 wurde das Simultaneum aufgelöst und die Protestanten errichteten sich eine eigene Kirche.

## Ausstattung
An den Wänden des Turms befinden sich noch Malereien aus dem frühen 14. Jahrhundert.
Bis zur Auflösung des Simultaneums 1939 wurde der geräumige Chor von den katholischen Christen genutzt und prachtvoll ausgestattet. Die reformierten Christen hielten ihre Gottesdienste im schmucklosen Kirchenschiff. Da sie aber eine eigene Kanzel und eine eigene Orgel besaßen, waren diese im Kirchenraum doppelt vorhanden. In der heute katholischen Pfarrkirche hat sich noch weitgehend die barocke Ausstattung aus der Erbauungszeit erhalten.  2003 erhielt der Andachtsraum im ehemaligen Chor der Kapelle Glasmalereien von Johannes Schreiter.